# Província de Van
La província de Van (en kurd Wan) és una de les Províncies de Turquia a la part oriental del país, entre el llac Van i la frontera iraniana. Les seves províncies adjacents són Bitlis a l'oest, Siirt al sud-oest, Şırnak i Hakkâri al sud, i Ağrı al nord. La capital és Van. La província i l'àrea circumdant són la llar del famós Van Kedisi (el gat de Van).

## Districtes
La província de Van es divideix en 12 districtes:
- Bahçesaray
- Başkale
- Çaldıran
- Çatak
- Edremit
- Erciş
- Gevaş
- Gürpınar
- Muradiye
- Özalp
- Saray
- Van (capital)

## Història
Aquesta àrea és el cor del poble armeni, que va viure en aquestes àrees des del 150 aC fins a finals del segle xix, quan l'Imperi Otomà va arrabassar tota la terra als nadius. Al segle ix aC, l'àrea de Van era el centre d'Urartu. En 908-1021 era part central de regne armeni de Baspracània, que llavors s'uní a l'Imperi Romà d'Orient. Amb la victòria seljúcida en la batalla de Mantziciert el 1071, just cap al nord del llac Van, va passar a formar part de l'Imperi Seljúcida i més tard de l'Imperi Otomà. Durant els segles posteriors, l'àrea va ser essencialment un centre de població d'armenis.
El 23 d'octubre del 2011 va tenir lloc un fort terratrèmol que causà nombrosos danys, tant materials com personals.

## Personatges
- Arshile Gorky (Jorkom, Van Vilayeti, Imperi Otomà, 1904) Pintor

## Galeria

Monestirs medievals armenis a la província de Van
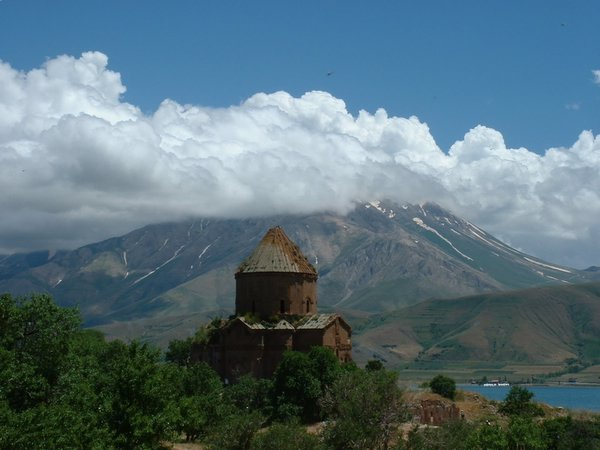
La Catedral armènia de la Santa Creu (segle X) a l'Illa Akhtamar
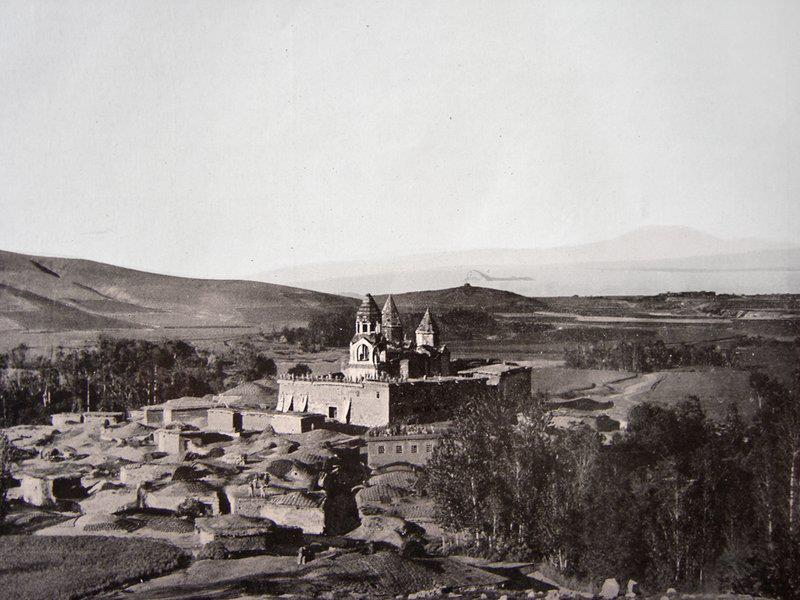
El Monestir armeni de Narek (segle X)
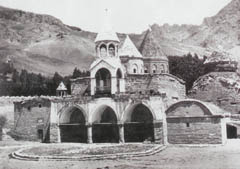
Monestir armeni de Varagavank (segle xi)
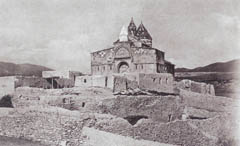
El monestir armeni de Sant Bartomeu (segle xiii)